# آرائیک هوهانیسیان
آرائیک رافائلی هوهانیسیان (ارمنی: Արաիկ Ռաֆայելի Հովհաննիսյան؛ زادهٔ ۲۳ نوامبر ۱۹۶۴) یک سیاستمدار اهل ارمنستان است که از تاریخ ۲۰۰۸ تا تاریخ ۲۰۱۷ سمت نمایندگی دوره‌های چهارم و پنجم مجلس ملی جمهوری ارمنستان را برعهده داشت.

## زندگی‌نامه
در ۲۳ نوامبر ۱۹۶۴ در ایروان به دنیا آمد.